# 수빙수tv
수빙수(본명: 조수빈, 1992년 8월 4일~)는 대한민국의 해산물을 직접 손질하고 요리하는 유튜브 콘텐츠 크리에이터이다. 수빙수라는 이름은 뜻은 수빙수가 유학을 갔을 때 친구들에게 수빈s 라고 불렸던 것에 영감을 받아 이름이 지어졌다. 2021년 10월 24일인 지금 100만명의 구독자를 보유하고 있다.
유행어가 많고 해산물을 손질하며 재밌게 개그와 꽁트 등을 한다.
유행어는 "바~로입!", "○○을/들을 이하여~", "푸르잔이네이~",
"안녕하세요 수빙수 티비에~(난리 or 꽁트) 수빙숩니다" 등이 있다.